# 长汀客家宗祠建筑
长汀客家宗祠建筑，位于中国福建省长汀县汀州镇，由新新巷家祠群、林氏家庙、赖氏坦园公祠、刘氏家庙等组成。
- 新新巷家祠群由曾宅、郑氏家庙、罗氏家庙、傅氏家庙、赖氏宗祠等五座家祠家庙组成，均为清代砖木结构府第式建筑，横跨新新巷及中心巷，总占地面积近3000余平方米。
- 林氏家庙，清代建，整体建筑由前空坪、门楼、门厅、天井、正厅、横屋、后花台、后排房等建筑组成，占地面积1200平方米。
- 赖氏公祠，系明代建筑，清道光及民国年间均有修葺，占地面积700余平方米。
- 刘氏家庙基本保持明代建筑风格，占地面积500平方米。[1]

2009年11月16日公布为第七批福建省文物保护单位。